# Ana Rosa Liendo
Ana Rosa Liendo Mejía (Lima, Perú; 2 de marzo de 1972) es una actriz, productora, presentadora de televisión, narradora de cuentos, docente de actuación y locutora radial peruana. Es más conocida por su rol de Hermelinda en la serie televisiva Al fondo hay sitio.

## Biografía
Liendo es licenciada en ciencias de la comunicación de la Universidad Inca Garcilaso de la Vega, y egresada del taller de actuación del Centro Cultural Peruano Británico dirigido por Leonardo Torres Vilar y Taller para actores profesionales a cargo de Alberto Ísola. Ha participado en el grupo "Escenario" donde participó en varias obras de tearo. También participó en diversas producciones teatrales entre las que destacan Madre Coraje y sus Hijos de Bertolt Brecht bajo la direcciòn de Alberto Ísola; Julio César bajo la direcciòn de Leonardo Torres Vilar; Independencia de Lee Bleesing bajo la dirección de Pablo Luna (obra finalista del IX Festival de Teatro Peruano Norteamericano organizado por el ICPNA).  En noviembre de 2012, coprotagonizó la obra Buenas Noches Mamá en el (XI Festival de Teatro Peruano Norteamericano organizado por el ICPNA, obra que fue ganadora por decisión del jurado).

## Carrera

### Carrera radial
Ana Rosa participó en el programa radial show Amanecemos Contigo entre 1994 y 2001 en la desaparecida Radio Inca 107.1. En el aspecto periodístico fue locutora comercial de Sol en Frecuencia Primera RTVN donde condujo hasta marzo de 2021, y del programa radial de noticias Extremos que se transmite vía internet. Entre 2014 y 2021, condujo y produjo el programa musical Chocolate también en dicha emisora. 

### Carrera televisiva
En 2011, apareció en la teleserie Al fondo hay sitio con el personaje "Hermelinda", inicialmente como amiga de Federica (Claudia "Canchita" Centeno) y amiga cariñosa del personaje "Pepe" (David Almandoz), luego como secretaria de la Constructora, mucama de los Maldini, y finalmente como hija adoptada de los Pampañaupa, con quienes luego de viajar a Buenos Aires a estudiar moda, financiada por Francesca Maldini (Yvonne Frayssinet), regresa para irse a Abancay junto a su nueva familia adoptiva. En 2015, regresa a la teleserie, pues "Isabella" (Karina Calmet) viaja con "Pepe" a Abancay a visitar a "Chabela" (Ofelia Lazo) su madre biológica pero llegan a su velatorio. Isabella después invita a Don Emiliano Pampañaupa (su padre biológico) (Tulio Loza) y a Hermelinda a visitarla en Lima.

## Docente
Ha impulsado innovadores talleres de Movimiento de Danzas y Expresión, teatro para niños y adolescentes, actuación interactiva, expresión oral y desarrollo de la personalidad a través del teatro para la organización "Sol Frecuencia Primera", así como para diversas entidades públicas y privadas de Perú.
Asimismo, ha sido expositora en talleres de dirección de actores en Tolouse Lautrec, Sistemas Perú y el Instituto Peruano de Comunicación. Asimismo, también impulsa y organiza diversos talleres especiales, a través de la organización "Te cuento un cuento".

## Filmografía

### Cine
- Los Vengadores (Cortometraje) (2012) como "La Beoda Negra".
- ¡Asu Mare!, La película (2013) como Profesora.

### Televisión

#### Series y telenovelas
- La Perricholi (1992) como Extra.
- Gente como uno (1999–2000) como Dueña de la tienda.
- Clave uno: Médicos en alerta 3 (2010).
- Al fondo hay sitio (2011–2013; 2015; 2016 Material de archivo) como Hermelinda Hermoza-Pampañaupa / "Hermelinda Hermoza" / "Hermelinda Pampañaupa Sulca".
- ¿O Besas o no Besas? (2018).

#### Programas
- Domingo al día (2011) como Ella misma (Invitada).

## Teatro
- Madre Coraje y sus Hijos.
- Julio César.
- Independencia.
- Al fondo hay sitio (2011–2012) como "Hermelinda Hermoza".
- Buenas Noches Mamá (2012).
- Voces del corazón (2017).

## Radio
- Amanecemos Contigo (1994–2001) como Locutora (Radio: Radio Inca 107.1).
- Sol (1998–2021) como Locutora (Radio: Frecuencia Primera RTVN).
- Extremos como Locutora (Radio: Radio Frecuencia Primera RTVN y Vía Internet).
- Chocolate (2014–2021) como Locutora (También Productora) (Radio: Frecuencia Primera RTVN).